# Azteca prorsa
Azteca prorsa är en myrart som beskrevs av Wheeler 1942. Azteca prorsa ingår i släktet Azteca och familjen myror. Inga underarter finns listade.